# Алберт Бауман
Алберт Бауман је швајцарски репрезентативац у стрељаштву, који је представљао Швајцарску на првим Олимпијским играма 1896. у Атини.
Бауман се такмичио у стрељаштву 7. и 8. априла 1896. у дисциплини војничка пушка 200 метара. У конкуренцији од 42 такмичара из 7 земаља Бауман је заузео 8 место са резултатом 1.294 круга.